# Tahírides del Khorasan
Els tahírides foren una nissaga de governadors del Khorasan per compte dels califes abbàssides encara que gaudint d'àmplia independència. També van exercir altes funcions a l'Iraq. El seu període abraça entre el 821 i el 891 (a Khorasan del 821 al 873 excepte un breu govern només a Nixapur el 876).
El fundador fou el general Tàhir Dhu-l-Yaminayn (l'Ambidextre), nomenat governador el 821, mort l'any següent. El va succeir en el càrrec el seu fill Talha ibn Tàhir que va combatre els kharigites al Sistan fins a la seva mort el 828. El seu germà Abd Allah ibn Tahir va rebre ara el govern de la província (per la que ja havia estat a punt de ser nomenat el 822) que fou el més gran dels membres de la família i va fer bons serveis a l'Azerbaidjan, Egipte, Tabaristan i Transoxiana. El va succeir el seu fill Tàhir II ibn Abd-Al·lah que com el seu pare va governar amb justícia però va perdre el Sistan davant els ayyars (caps locals). Va morir el 862 i el va succeir el seu fill Muhàmmad ibn Tàhir considerat feble i dedicat massa als plaers; les províncies de la mar Càspia van esdevenir un feu dels zaidites (864/865) a causa de la revolta d'al-Hasan ibn Zayd conegut com al-Dai al-Kebir (el Gran Missioner) que es va beneficiar de l'oposició que havia aixecat el tracte fiscal tahírida a la regió; al Sistan Yaqub ibn al-Layth va prendre el poder i va esdevenir prou poderós com per desafiar als tahírides. El 873 va entrar a Nixapur sense lluita. El seu fill Tahir ibn Muhammad va conservar breument el poder a Merv.
El califa va retornar a Muhammad el govern del Khorasan el 876 però no va tenir ocasió de tornar a la província. Al-Hussayn ibn Tàhir, el germà de Muhammad, fou proclamat efímerament a Nixapur el 876 per Abu-Xujà Àhmad ibn Abd-Al·lah al-Kujistaní, i el fill de l'emir enderrocat, Àhmad ibn Muhàmmad ibn Tàhir, que era governador àrab a Coràsmia, va enviar un exèrcit de cinc mil homes a Nixapur, però no va poder ocupar la ciutat.
Els safàrides reclamaven la successió dels tahírides del Khorasan a Transoxiana, i el 898 la pressió safàrida sobre el califa abbàssida va fer que aquest dictés un decret pel qual Ismaïl ibn Àhmad era destituït del govern de Transoxiana i li era concedit a Amr ibn al-Layth que governava Khurasan, però Ismaïl s'hi rebel·là fins que el 900 Amr fou derrotat i fet presoner a la batalla de Balkh. Encara que nominalment Ismaïl era un rebel, el califa va estar de fet satisfet de desfer-se d'Amr. Des del 900 els samànides van governar a Khurasan i Transoxiana.

## Governants
- Tàhir ibn al-Hussayn Dhu-l-Yaminayn 821-822
- Talha ibn Tàhir 822-828
- Abd-Al·lah ibn Tàhir 828-845
- Tàhir ibn Abd-Al·lah 845-862
- Muhàmmad ibn Tàhir ibn Abd-Al·lah ibn Tàhir 862-873
- Abu-Yússuf Yaqub (I) ibn al-Layth as-Saffar 873-879
- Abu-Xujà Àhmad ibn Abd-Al·lah (a Nixapur) 875-882
- Al-Hussayn ibn Tàhir (a Nixapur) 876

## Branca de l'Iraq (musàbides o tahírides)
- Tàhir I ibn al-Hussayn (governador de Khorasan 821-822) 820-822
- Ishaq ibn Ibrahim ibn Mússab 822-849, cosí de l'anterior
- Muhàmmad (I) ibn Ishaq 849-850
- Abd-Al·lah ibn Ishaq 850-851
- Muhàmmad (II) ibn Abd-·Allah ibn Tàhir 851-867
- Ubayd-Al·lah ibn Abd-Al·lah ibn Tàhir 867-869
- Sulayman ibn Abd-Al·lah 869-879
- Ubayd-Allah ibn Abd-Al·lah (segona vegada) 879-884
- Muhàmmad ibn Tàhir ibn Abd-Al·lah 884-890 (de Khorasan 862-873)
- Ubayd-Al·lah ibn Abd-Al·lah (tercera vegada) 890-891